# 祝你平安
《祝你平安》，中国大陆1994年播出的都市情感电视剧《都市平安夜》的片尾曲，刘青词曲，创作于1993年。该曲是刘青专门受邀为《都市平安夜》创作的主题曲，由那英原唱。
1994年，电视剧播出前，孙悦在词曲作者刘青的家中听到了这首歌，孙悦在听到这首歌时非常感动，请求刘青将这首歌给她，但刘青考虑到电视剧马上就要播出了，而且那英也是合作过很多次的朋友没有同意。当时孙悦和刘青在同一个团里，而且住在同一个院子，经过孙悦反复多次的请求，刘青最终把这首歌给了孙悦。孙悦在家人的支持下花费5万元购买了《祝你平安》的版权，加上拍摄MV的费用共花费了十几万元。虽然这笔费用对她家庭来说非常大，但也正是凭借这个MV，使孙悦迅速走红，成为中国大陆当时的一线女歌手。在孙悦《祝你平安》MV中，她以一个身穿白色衬衣和牛仔裤，梳着两个大辫子的聋哑儿童老师的形象出现，MV中的孩子都是真正的聋哑儿童。
同一年，《祝你平安》荣获中央人民广播电台年度十大金曲奖。

## 翻唱
毛不易翻唱，为2023年中国电影《保你平安》主题曲。